# آردن (نوادا)
آردن، نوادا (به انگلیسی: Arden, Nevada) یک سکونتگاه مسکونی در ایالات متحده آمریکا است که در شهرستان کلارک، نوادا واقع شده‌است.

## خصوصیات
آردن ۵۷٬۳۴۲ نفر جمعیت دارد و ۷۵۷٫۱۳ متر بالاتر از سطح دریا واقع شده‌است.